# Complex funerari de Xiahoe
El complex funerari de Xiaohe (en xinès: 小河墓地; en pinyin: Xiǎohé mùdì), també conegut com a necròpoli d'Ördek, és un jaciment arqueològic xinès de l'edat del bronze situat a la vora del llac Lob Nor, a la regió autònoma de Xinjiang de la República Popular de la Xina. Conté prop de 330 enterraments. Entre ells s'ha trobat el nombre més gran de mòmies juntes de tot el món, de les quals s'han exhumat trenta en bon estat, conservades en pell de bou. Es tracta de mòmies genèticament caucasoides i les més antigues daten de l'any 4000 aC. L'anàlisi genètica ha revelat una línia paterna occidental i una línia materna mixta de euroasiàtics occidentals i orientals.
Al voltant de 160 sepultures han estat espoliades il·legalment per lladres de tombes. No s'ha trobat cap assentament humà proper al jaciment; per la qual cosa s'especula que els cossos eren transportats des d'un altre lloc per ésser enterrats en aquest indret. El complex va ser descobert per l'arqueòleg suec Folke Bergman l'any 1934

## Arqueologia

### Descoberta i primeres excavacions

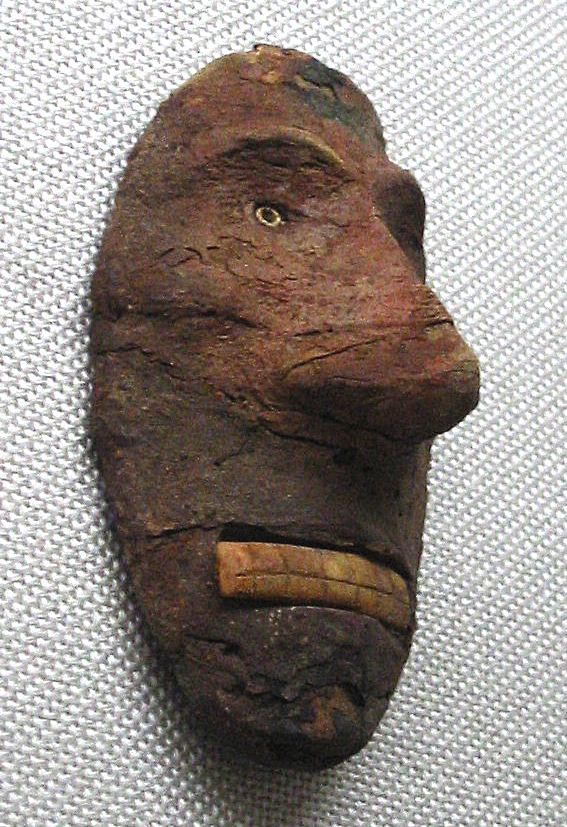
Màscara trobada a una de les tombes, Datada entre 2000-1000 aC.

Un caçador local nomenat Ördek va trobar el lloc al voltant de 1910. Més tard, el 1934, en part amb l'ajut del mateix Ördek, l'explorador i arqueòleg suec Folke Bergman descobreix l'indret que va anomenar necròpoli d'Ördek. El complex funerari de la tomba va aparèixer com un petit monticle oval, i la part superior del túmul estava cobert d'un bosc de pals d'arbres, les copes dels quals s'havien esberlat pels forts vents. També s'hi van trobar monuments de fusta amb forma de figures humanes. Els taüts van ser pujats sobre els cossos que s'havien momificat. Bergman va excavar 12 tombes i va recuperar aproximadament 200 artefactes que van ser transportats de tornada a Estocolm. Bergman va destacar la sorprenent semblança en la roba, especialment els tapalls amb serrells, amb una tomba de l'edat de bronze que es troba a Dinamarca, però en va descartar qualsevol connexió directa.

### Redescoberta i noves excavacions
A l'octubre de 2003, es va començar un nou projecte d'excavació, organitzat per les Relíquies Culturals i Arqueologia de l'Institut de Xinjiang. Un total de 167 tombes van ser descobertes des de finals de 2002, i les excavacions han revelat centenars de tombes més petites construïdes en capes. L'any 2006, es va trobar un taüt embolicat amb el cuir d'un bou en forma d'un vaixell. Contenia una mòmia notablement intacta d'una dona jove que va ser anomenada la bellesa de Xiaohe, o «Lolan Güzeli».

### Descripció de les tombes
Cada tomba està marcada per un pal vertical a la vora de l'extrem superior del taüt. Un crani o la banya d'un bou pot estar suspès del pal. Els extrems dels pals poden estar elaborats en forma de torpede o pala de rem, representant el fal·lus i la vulva, respectivament. Les sepultures masculines van ser marcades amb els pals en forma de rem, mentre que els sepulcres femenins van ser marcats amb els pals fàl·lics. Arcs i les fletxes es van trobar a les sepultures masculines. Alguns pals i els taüts estaven pintats de color vermell. Cada taüt està fet de dues peces massisses de taulons muntats sobre el cos, que s'assembla a una barca bolcada, i després es cobreix amb cuir de bou. Unes poques tombes especials que contenen cossos femenins tenen un taüt rectangular addicional a la part superior coberta amb capes de llot. Petites màscares de rostres humans i figures humanes de fusta poden acompanyar els enterraments. Algunes branques de l'ephedra sinica es van col·locar al costat del cos.

## Estudis genètics
Entre els anys 2009 i 2015, es van analitzar les restes d'un total de 92 individus que es troben al complex de Xiaohe dels marcadors ADN-Y i de l'ADN mitocondrial.
Les anàlisis genètiques de les mòmies van mostrar que les persones del jaciment de Xiaohe eren una barreja de poblacions procedents de l'Occident i l'Orient. Els llinatges maternals de les persones Xiaohe es van originar a partir de l'Àsia oriental i de l'Euràsia occidental, mentre que els llinatges paterns es van originar a partir d'Euràsia occidental.